# Према, Александр
Алекса́ндр Према́ (родился 5 апреля 1982 года в Жювизи-сюр-Орж, Франция) — французский автогонщик.

## Карьера
Према начал свою карьеру с картинга, когда ему исполнилось 10 лет. Он выступал вплоть до перехода в 2000 во Французскую Формулу Кампус, где начали свою карьеру большинство французских пилотов. Он перешёл во Французскую Формулу-Рено в 2001 и смог там завоевать титул в 2002. В 2002 он также принял частичное участие в Формуле-Рено Еврокубок 2000.
После объединения нескольких национальных чемпионатов Формулы-3 в 2003, Према перешёл в образовавшуюся Евросерию Формулу-3 в команду ASM вместе с Оливье Пла, который также впоследствии принял участие в дебютном сезоне GP2. Он остался здесь на сезон 2004 года, также выиграл престижные не входящие в зачёт чемпионата Гран-при Макао и Формулу-3 Мастерс.
Это позволило ему принять участие в сезоне 2005 GP2 за команду ART Grand Prix, которой управляет Николя Тодт. Он был позади напарника Нико Росберга, но занял наивысшее место среди вторых пилотов в чемпионате. Алекс остался с командой, в которую пришёл восходящий британский пилот Льюис Хэмилтон в 2006, и он снова оказался в тени напарника, который выиграл титул, а сам взял третье место по итогам чемпионата.
Према также принял участие в серии А1 Гран-при за команду Франции в сезоне 2005-06, где он с его напарником Николя Лапьером выиграл титул наций. Алекс не вернулся в серию в следующем сезоне, и форма французской команды ухудшилась.
Према был запасным пилотом Spyker MF1 Racing на Гран-при Китая 2006 года. Также он провёл предсезонные тесты за команду Champ Car Mi-Jack Conquest Racing. Према показал быстрейшее время в нескольких сессиях и нацеливался на участие в этой серии в 2007. Другой возможностью стала Формула-1, где он мог быть тест-пилотом Spyker, но он отказался.
В итоге он поехал за Audi в сезоне 2007 DTM и принял участие в 24 часах Ле-Ман также с Audi. В 2008 Према по прежнему гонялся в DTM, а также принял участие в Le Mans Series за Audi.

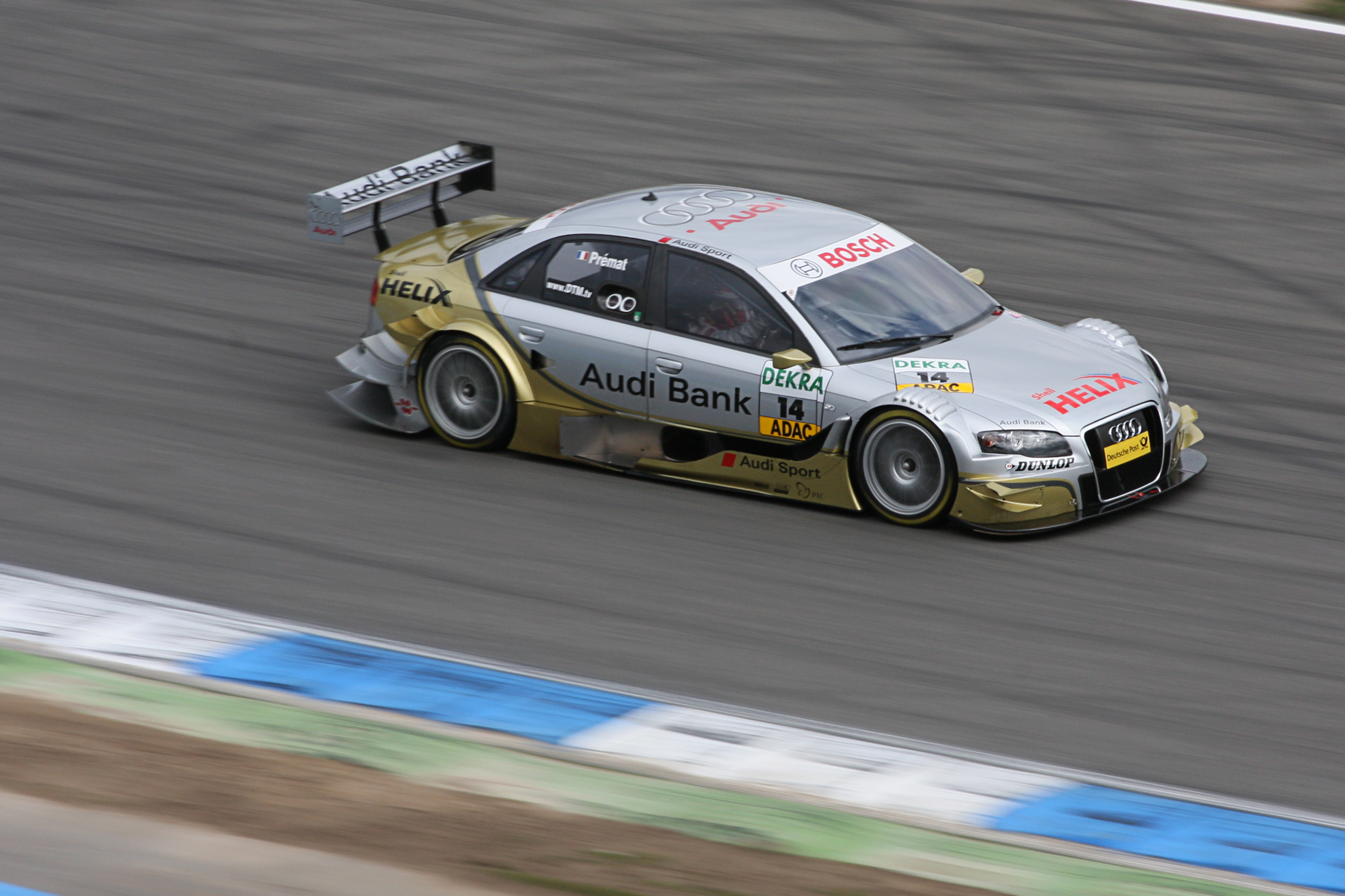
Према за рулём Audi (Phoenix) в Хоккенхаймринге в Сезон 2008 DTM.
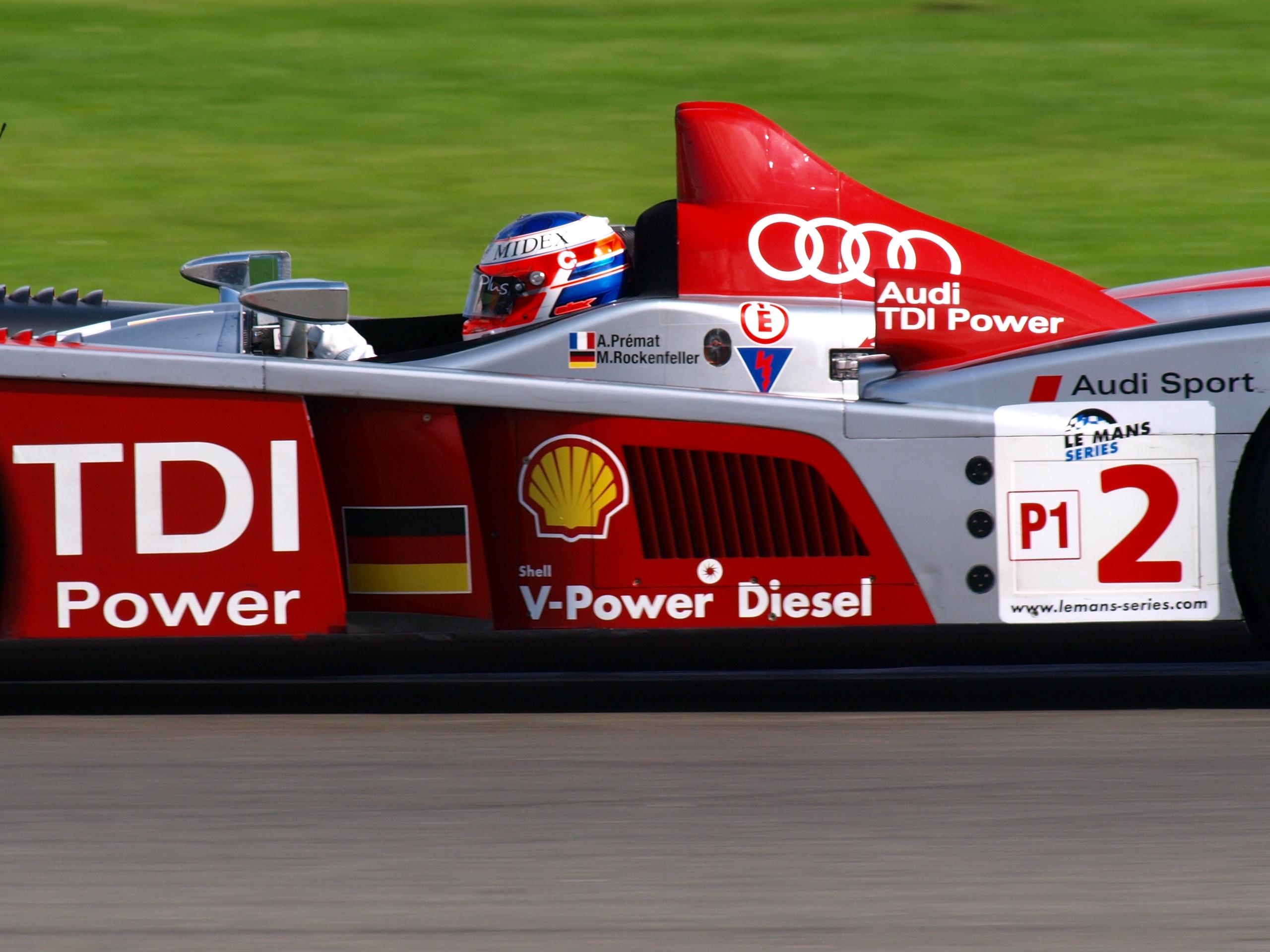
Према в кокпите Audi R10 TDI выиграв личный зачёт Сезон 2008 Le Mans Series

## Результаты выступлений

### Сводная таблица
| Сезон      | Серия                                     | Команды                       | Гонки | Победы | Поулы | Б/Круги | Подиумы | Очки | Место |
| ---------- | ----------------------------------------- | ----------------------------- | ----- | ------ | ----- | ------- | ------- | ---- | ----- |
| 2000       | Формула-Кампус Франция                    | Formula Campus                | 16    | 2      | 2     | 8       | 9       | 396  | 2     |
| 2001       | Французская Формула-Рено 2000             | ASM                           | 8     | 0      | 1     | 4       | 3       | 58   | 9     |
| 2002       | Формула-Рено 2000 Еврокубок               | ASM                           | 4     | 0      | 0     | 0       | 1       | 36   | 10    |
| 2002       | Французская Формула-Рено 2000             | ASM                           | 8     | 3      | 2     | 1       | 4       | 120  | 1     |
| 2003       | Евросерия Формулы-3                       | ASM Formule 3                 | 20    | 1      | 2     | 2       | 3       | 50   | 7     |
| 2004       | Евросерия Формулы-3                       | ASM Formule 3                 | 20    | 3      | 5     | 3       | 9       | 88   | 2     |
| 2005       | GP2                                       | ART Grand Prix                | 23    | 2      | 1     | 3       | 7       | 67   | 4     |
| 2005-06    | А1 Гран-при                               | Франция                       | 11    | 7      | 2     | 5       | 8       | 172  | 1     |
| 2006       | GP2                                       | ART Grand Prix                | 21    | 1      | 0     | 1       | 8       | 66   | 3     |
| 2007       | DTM                                       | Audi Sport Team Phoenix       | 9     | 0      | 0     | 0       | 1       | 13   | 11    |
| 2007       | 24 часа Ле-Мана — LMP1                    | Audi Sport Team Joest         | 1     | 0      | 0     | 0       | 0       | —    | НКЛ   |
| 2008       | DTM                                       | Audi Sport Team Phoenix       | 11    | 0      | 0     | 0       | 2       | 10   | 10    |
| 2008       | 24 часа Ле-Мана — LMP1                    | Audi Sport Team Joest         | 1     | 0      | 0     | 0       | 0       | —    | 4     |
| 2008       | Серия Ле-Ман — LMP1                       | Audi Sport Team Joest         | 5     | 0      | 0     | 0       | 4       | 35   | 1     |
| 2009       | DTM                                       | Audi Sport Team Phoenix       | 10    | 0      | 0     | 1       | 1       | 6    | 13    |
| 2009       | 24 часа Ле-Мана                           | Audi Sport Team Phoenix       | 1     | 0      | 0     | 0       | 0       | —    | 17    |
| 2010       | DTM                                       | Audi Sport Team Phoenix       | 10    | 0      | 1     | 0       | 1       | 12   | 11    |
| 2011       | 24 часа Нюрбургринга — D1T                | Team Peugeot RCZ Nokia        | 1     | 0      | 0     | 0       | 0       | —    | 1     |
| 2011       | 24 часа Ле-Мана — LMP2                    | Team Oreca-Matmut             | 1     | 0      | 0     | 0       | 0       | —    | НФ    |
| 2011       | Межконтинентальный кубок Ле-Мана — LMP1   | OAK Racing                    | 3     | 0      | 0     | 0       | 1       | —    | 6     |
| 2012       | V8 Supercars                              | Garry Rogers Motorsport       | 27    | 0      | 0     | 0       | 0       | 942  | 47    |
| 2013       | V8 Supercars                              | Garry Rogers Motorsport       | 35    | 0      | 0     | 0       | 0       | 1376 | 19    |
| 2014       | V8 Supercars                              | Garry Rogers Motorsport       | 4     | 0      | 0     | 0       | 1       | 522  | 30    |
| 2014       | Blancpain Endurance Series — Pro          | ART Grand Prix                | 3     | 1      | 0     | 0       | 1       | 31   | 13    |
| 2015       | V8 Supercars                              | Garry Rogers Motorsport       | 4     | 0      | 0     | 0       | 0       | 492  | 35    |
| 2016       | V8 Supercars                              | Triple Eight Race Engineering | 4     | 1      | 0     | 0       | 4       | 840  | 26    |
| 2016       | Чемпионат IMSA — GTLM                     | Scuderia Corsa                | 1     | 0      | 0     | 0       | 0       | 29   | 24    |
| 2017       | Supercars Championship                    | DJR Team Penske               | 4     | 1      | 1     | 0       | 2       | 495  | 34    |
| 2018       | Supercars Championship                    | DJR Team Penske               | 3     | 0      | 1     | 0       | 1       | 609  | 28    |
| 2018       | Continental Tire SportsCar Challenge - GS | Quest Racing                  | 8     | 0      | 1     | 0       | 0       | 108  | 26    |
| 2019       | Supercars Championship                    | DJR Team Penske               | 4     | 1      | 2     | 0       | 2       | 603  | 30    |
| 2019       | Michelin Pilot Challenge — GS             | Ramsey Racing/EXR Team Prémat | 1     | 0      | 0     | 0       | 0       | 10   | 77    |
| 2019       | GT4 America Series — SprintX Pro-Am       | Ramsey Racing/EXR Team Prémat | 4     | 0      | 0     | 0       | 1       | 50   | 8     |
| 2020       | Michelin Pilot Challenge - TCR            | Team Prémat                   | 1     | 0      | 0     | 0       | 0       | 17   | 32    |
| 2022       | Michelin Pilot Challenge — GS             | RS1                           | 3     | 0      | 1     | 0       | 1       | 620  | 39    |
| 2022       | GT4 America Series — Pro-Am               | GMG Racing                    | 3     | 0      | 0     | 1       | 0       | 0    | НК    |
| Источники: |                                           |                               |       |        |       |         |         |      |       |

### Результаты выступлений в серии GP2
| Легенда к таблице |                                                                    |
| --- | ------------------------------------------------------------------ |
| В таблице перечислены результаты всех гонок, в которых принимал участие гонщик. Строками таблицы являются сезоны, столбцами — этапы соревнований. В каждой клетке указаны сокращённое название этапа и результат, дополнительно обозначенный цветом. Расшифровка обозначений и цветов представлена в нижеследующей таблице. |                                                                    |
| \| Пример \| Описание \| \| ------------ \| ------------------------------------------------------------------ \| \| 1 \| Победитель \| \| 2 \| Второе место \| \| 3 \| Третье место \| \| 5 \| Финишировал, заработав очки \| \| Сход \| Не финишировал, но при этом заработал очки \| \| 12 \| Финишировал, не получив очков \| \| НКЛ \| Финишировал, но не попал в финальную классификацию \| \| 15 \| Участвовал вне зачёта, либо по отдельной классификации \| \| 18 \| Не финишировал, но попал в финальную классификацию \| \| Сход \| Не финишировал \| \| НКВ \| Не прошёл квалификацию \| \| НПКВ \| Не прошёл предквалификацию \| \| ДСК \| Дисквалифицирован \| \| ИСК \| Исключён из протокола соревнований \| \| ТТ \| Заявлен для участия только в тренировках \| \| НС \| Участвовал в квалификации, но не стартовал в гонке \| \| Т \| Травмирован или болен \| \| ОТК \| Отказ от участия \| \| НТР \| Прибыл на соревнования, но на трассу не выезжал \| \| НПР \| Был заявлен в числе участников, но не прибыл к началу соревнований \| \| О \| Соревнования отменены \| \| \| Не участвовал \| \| Поул-позиция \| \| \| Быстрый круг \| \| |                                                                    |
| Пример | Описание                                                           |
| 1 | Победитель                                                         |
| 2 | Второе место                                                       |
| 3 | Третье место                                                       |
| 5 | Финишировал, заработав очки                                        |
| Сход | Не финишировал, но при этом заработал очки                         |
| 12 | Финишировал, не получив очков                                      |
| НКЛ | Финишировал, но не попал в финальную классификацию                 |
| 15 | Участвовал вне зачёта, либо по отдельной классификации             |
| 18 | Не финишировал, но попал в финальную классификацию                 |
| Сход | Не финишировал                                                     |
| НКВ | Не прошёл квалификацию                                             |
| НПКВ | Не прошёл предквалификацию                                         |
| ДСК | Дисквалифицирован                                                  |
| ИСК | Исключён из протокола соревнований                                 |
| ТТ | Заявлен для участия только в тренировках                           |
| НС | Участвовал в квалификации, но не стартовал в гонке                 |
| Т | Травмирован или болен                                              |
| ОТК | Отказ от участия                                                   |
| НТР | Прибыл на соревнования, но на трассу не выезжал                    |
| НПР | Был заявлен в числе участников, но не прибыл к началу соревнований |
| О | Соревнования отменены                                              |
| | Не участвовал                                                      |
| Поул-позиция |                                                                    |
| Быстрый круг |                                                                    |

| Год  | Команда        | 1       | 2          | 3        | 4          | 5          | 6        | 7          | 8       | 9          | 10      | 11         | 12      | 13      | 14       | 15         | 16      | 17       | 18         | 19       | 20         | 21         | 22      | 23      | ЛЗ | Очки |
| ---- | -------------- | ------- | ---------- | -------- | ---------- | ---------- | -------- | ---------- | ------- | ---------- | ------- | ---------- | ------- | ------- | -------- | ---------- | ------- | -------- | ---------- | -------- | ---------- | ---------- | ------- | ------- | -- | ---- |
| 2005 | ART Grand Prix | САН 1 7 | САН 2      | ИСП 1 10 | ИСП 2 Сход | МОН 1 Сход | ЕВР 1 4  | ЕВР 2 Сход | ФРА 1 9 | ФРА 2 Сход | ВЕЛ 1 3 | ВЕЛ 2 5    | ГЕР 1 2 | ГЕР 2 9 | ВЕН 1 4  | ВЕН 2 1    | ТУЦ 1   | ТУЦ 2 14 | ИТА 1 Сход | ИТА 2 18 | БЕЛ 1 Сход | БЕЛ 2 12   | БАХ 1 2 | БАХ 2 3 | 4  | 67   |
| 2006 | ART Grand Prix | ВАЛ 1 9 | ВАЛ 2 Сход | САН 1 4  | САН 2 Сход | ЕВР 1 2    | ЕВР 2 17 | ИСП 1      | ИСП 2 3 | МОН 1 3    | ВЕЛ 1 6 | ВЕЛ 2 Сход | ФРА 1 2 | ФРА 2 3 | ГЕР 1 19 | ГЕР 2 Сход | ВЕН 1 6 | ВЕН 2 3  | ТУЦ 1 3    | ТУЦ 2 7  | ИТА 1 5    | ИТА 2 Сход |         |         | 3  | 66   |

### Результаты выступлений в Формуле-1
| Легенда к таблице |                                                                    |
| --- | ------------------------------------------------------------------ |
| В таблице перечислены результаты всех гонок, в которых принимал участие гонщик. Строками таблицы являются сезоны, столбцами — этапы соревнований. В каждой клетке указаны сокращённое название этапа и результат, дополнительно обозначенный цветом. Расшифровка обозначений и цветов представлена в нижеследующей таблице. |                                                                    |
| \| Пример \| Описание \| \| ------------ \| ------------------------------------------------------------------ \| \| 1 \| Победитель \| \| 2 \| Второе место \| \| 3 \| Третье место \| \| 5 \| Финишировал, заработав очки \| \| Сход \| Не финишировал, но при этом заработал очки \| \| 12 \| Финишировал, не получив очков \| \| НКЛ \| Финишировал, но не попал в финальную классификацию \| \| 15 \| Участвовал вне зачёта, либо по отдельной классификации \| \| 18 \| Не финишировал, но попал в финальную классификацию \| \| Сход \| Не финишировал \| \| НКВ \| Не прошёл квалификацию \| \| НПКВ \| Не прошёл предквалификацию \| \| ДСК \| Дисквалифицирован \| \| ИСК \| Исключён из протокола соревнований \| \| ТТ \| Заявлен для участия только в тренировках \| \| НС \| Участвовал в квалификации, но не стартовал в гонке \| \| Т \| Травмирован или болен \| \| ОТК \| Отказ от участия \| \| НТР \| Прибыл на соревнования, но на трассу не выезжал \| \| НПР \| Был заявлен в числе участников, но не прибыл к началу соревнований \| \| О \| Соревнования отменены \| \| \| Не участвовал \| \| Поул-позиция \| \| \| Быстрый круг \| \| |                                                                    |
| Пример | Описание                                                           |
| 1 | Победитель                                                         |
| 2 | Второе место                                                       |
| 3 | Третье место                                                       |
| 5 | Финишировал, заработав очки                                        |
| Сход | Не финишировал, но при этом заработал очки                         |
| 12 | Финишировал, не получив очков                                      |
| НКЛ | Финишировал, но не попал в финальную классификацию                 |
| 15 | Участвовал вне зачёта, либо по отдельной классификации             |
| 18 | Не финишировал, но попал в финальную классификацию                 |
| Сход | Не финишировал                                                     |
| НКВ | Не прошёл квалификацию                                             |
| НПКВ | Не прошёл предквалификацию                                         |
| ДСК | Дисквалифицирован                                                  |
| ИСК | Исключён из протокола соревнований                                 |
| ТТ | Заявлен для участия только в тренировках                           |
| НС | Участвовал в квалификации, но не стартовал в гонке                 |
| Т | Травмирован или болен                                              |
| ОТК | Отказ от участия                                                   |
| НТР | Прибыл на соревнования, но на трассу не выезжал                    |
| НПР | Был заявлен в числе участников, но не прибыл к началу соревнований |
| О | Соревнования отменены                                              |
| | Не участвовал                                                      |
| Поул-позиция |                                                                    |
| Быстрый круг |                                                                    |

| Год  | Команда         | Шасси       | Двигатель | 1   | 2   | 3   | 4   | 5   | 6   | 7   | 8   | 9   | 10  | 11  | 12  | 13  | 14  | 15  | 16       | 17  | 18  | Место | Очки |
| ---- | --------------- | ----------- | --------- | --- | --- | --- | --- | --- | --- | --- | --- | --- | --- | --- | --- | --- | --- | --- | -------- | --- | --- | ----- | ---- |
| 2006 | Spyker MF1 Team | Midland M16 | Toyota V8 | БАХ | МАЛ | АВС | САН | ЕВР | ИСП | МОН | ВЕЛ | КАН | США | ФРА | ГЕР | ВЕН | ТУР | ИТА | КИТ тест | ЯПО | БРА | —     | —    |

### Результаты выступлений в DTM
| Легенда к таблице |                                                                    |
| --- | ------------------------------------------------------------------ |
| В таблице перечислены результаты всех гонок, в которых принимал участие гонщик. Строками таблицы являются сезоны, столбцами — этапы соревнований. В каждой клетке указаны сокращённое название этапа и результат, дополнительно обозначенный цветом. Расшифровка обозначений и цветов представлена в нижеследующей таблице. |                                                                    |
| \| Пример \| Описание \| \| ------------ \| ------------------------------------------------------------------ \| \| 1 \| Победитель \| \| 2 \| Второе место \| \| 3 \| Третье место \| \| 5 \| Финишировал, заработав очки \| \| Сход \| Не финишировал, но при этом заработал очки \| \| 12 \| Финишировал, не получив очков \| \| НКЛ \| Финишировал, но не попал в финальную классификацию \| \| 15 \| Участвовал вне зачёта, либо по отдельной классификации \| \| 18 \| Не финишировал, но попал в финальную классификацию \| \| Сход \| Не финишировал \| \| НКВ \| Не прошёл квалификацию \| \| НПКВ \| Не прошёл предквалификацию \| \| ДСК \| Дисквалифицирован \| \| ИСК \| Исключён из протокола соревнований \| \| ТТ \| Заявлен для участия только в тренировках \| \| НС \| Участвовал в квалификации, но не стартовал в гонке \| \| Т \| Травмирован или болен \| \| ОТК \| Отказ от участия \| \| НТР \| Прибыл на соревнования, но на трассу не выезжал \| \| НПР \| Был заявлен в числе участников, но не прибыл к началу соревнований \| \| О \| Соревнования отменены \| \| \| Не участвовал \| \| Поул-позиция \| \| \| Быстрый круг \| \| |                                                                    |
| Пример | Описание                                                           |
| 1 | Победитель                                                         |
| 2 | Второе место                                                       |
| 3 | Третье место                                                       |
| 5 | Финишировал, заработав очки                                        |
| Сход | Не финишировал, но при этом заработал очки                         |
| 12 | Финишировал, не получив очков                                      |
| НКЛ | Финишировал, но не попал в финальную классификацию                 |
| 15 | Участвовал вне зачёта, либо по отдельной классификации             |
| 18 | Не финишировал, но попал в финальную классификацию                 |
| Сход | Не финишировал                                                     |
| НКВ | Не прошёл квалификацию                                             |
| НПКВ | Не прошёл предквалификацию                                         |
| ДСК | Дисквалифицирован                                                  |
| ИСК | Исключён из протокола соревнований                                 |
| ТТ | Заявлен для участия только в тренировках                           |
| НС | Участвовал в квалификации, но не стартовал в гонке                 |
| Т | Травмирован или болен                                              |
| ОТК | Отказ от участия                                                   |
| НТР | Прибыл на соревнования, но на трассу не выезжал                    |
| НПР | Был заявлен в числе участников, но не прибыл к началу соревнований |
| О | Соревнования отменены                                              |
| | Не участвовал                                                      |
| Поул-позиция |                                                                    |
| Быстрый круг |                                                                    |

| Год  | Команда      | 1         | 2        | 3        | 4       | 5        | 6        | 7      | 8      | 9         | 10       | 11      | Место | Очки |
| ---- | ------------ | --------- | -------- | -------- | ------- | -------- | -------- | ------ | ------ | --------- | -------- | ------- | ----- | ---- |
| 2007 | Team Phoenix | ХОК1 Сход | ОШЕ Т    | ЛАУ Сход | БРХ 7   | НОР 8    | МУД 7    | ЗАН 2  | НЮР 9  | КАТ 10    | ХОК2 16  |         | 11    | 13   |
| 2008 | Team Phoenix | ХОК1 11   | ОШЕ 9    | МУД 8    | ЛАУ ДСК | НОР 14   | ЗАН Ret  | НЮР 14 | БРХ 10 | КАТ 6     | БУГ 3    | ХОК2 13 | 10    | 10   |
| 2009 | Team Phoenix | ХОК1 Сход | ЛАУ Сход | НОР Сход | ЗАН ДСК | ОШЕ 16   | НЮР Сход | БРХ 11 | КАТ 8  | ДИЖ 11    | ХОК2 4   |         | 13    | 6    |
| 2010 | Team Phoenix | ХОК1 10   | ВАЛ 3    | ЛАУ Сход | НОР 7   | НЮР Сход | ЗАН 11   | БРХ 8  | ОШЕ 6  | ХОК2 Сход | АДР Сход | ШАН     | 11    | 12   |